# Toelleturm
Der Toelleturm ist ein Aussichtsturm in Wuppertal. Nach ihm ist auch der umgebende Ortsteil auf den Südhöhen des Wuppertaler Stadtbezirks Barmen benannt.

## Beschreibung

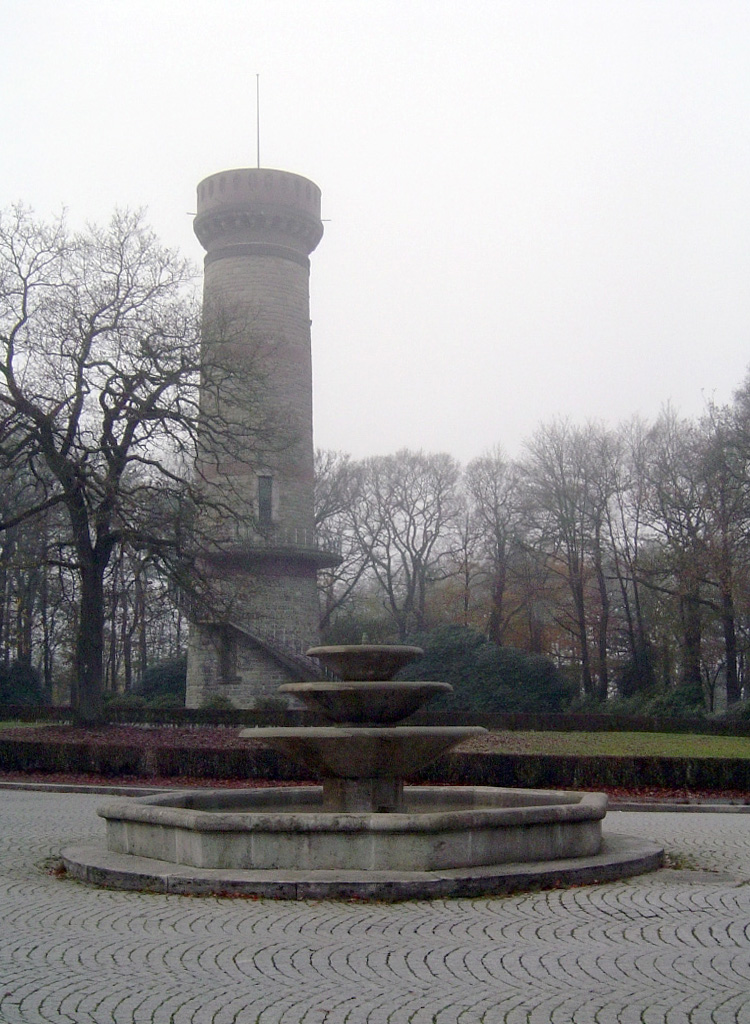
Der Toelleturm im November

Der Toelleturm steht auf einer Höhe von 330 m über NN. Er liegt am Rande des Barmer Waldes, der zu den weitläufigen Barmer Anlagen gehört, einer der größten privaten Parkanlagen Deutschlands. Der runde, sich nach oben verjüngende Turm aus Beyenburger Grauwacke ist 26,25 m hoch und hat einen Durchmesser von 7,70 m am Fuß sowie 5,14 m am oberen Ende. Er ist zweischalig gemauert, wobei der Zwischenraum mit einem Zyklopenmauerwerk aus unbehauenem Stein und ungerichteten Fugen gefüllt ist. Über eine Außentreppe gelangt man zu einem 7 m über dem Plateau gelegenen Umgang. Danach führen 146 Stufen zu einer Aussichtsplattform, die über eine Wendeltreppe zu erreichen ist. In früher Zeit war die Umrandung nicht vollkommen geschlossen, sondern von Löchern unterbrochen, zudem war die Fassade teilweise bewachsen. Über der Eingangstür zum Innenraum im Erdgeschoss ist eine Bronzetafel angebracht, deren Inschrift besagt: „Toelleturm, erbaut 1888, erneuert 1990“. Eine weitere Widmungstafel trägt den Text:

„Dieser Aussichtsthurm wurde im Jahre 1887 gebaut und gestiftet zum Eigenthum des Barmer Verschönerungs-Vereins in Erinnerung an Ludwig Ernst Toelle, 1822–1886, von dessen Familie.“

Der Turm bietet bei geeignetem Wetter eine bemerkenswerte Fernsicht. Zwischen Nützenberg (Weyerbuschturm) und Königshöhe (Von-der-Heydt-Turm) ist der Blick westwärts bis zum Rhein möglich. Im Norden liegt dem Betrachter das Tal mit Wupper und Schwebebahn zu Füßen, darüber hinaus sind die nördlichen Höhenlagen, im Osten Langerfeld und Teile Westfalens sowie im Süden – hinter dem weitläufigen Naherholungsgebiet Scharpenacken – die Städte Remscheid und Radevormwald zu sehen. Der Toelleturm ist Eigentum des Barmer Verschönerungsvereines und bei schönem Wetter an Sonn- und Feiertagen geöffnet.
Mit dem Vorwerkpark befindet sich eine weitere bekannte Wuppertaler Sehenswürdigkeit etwa 500 Meter südsüdöstlich des Turmes.

## Geschichte

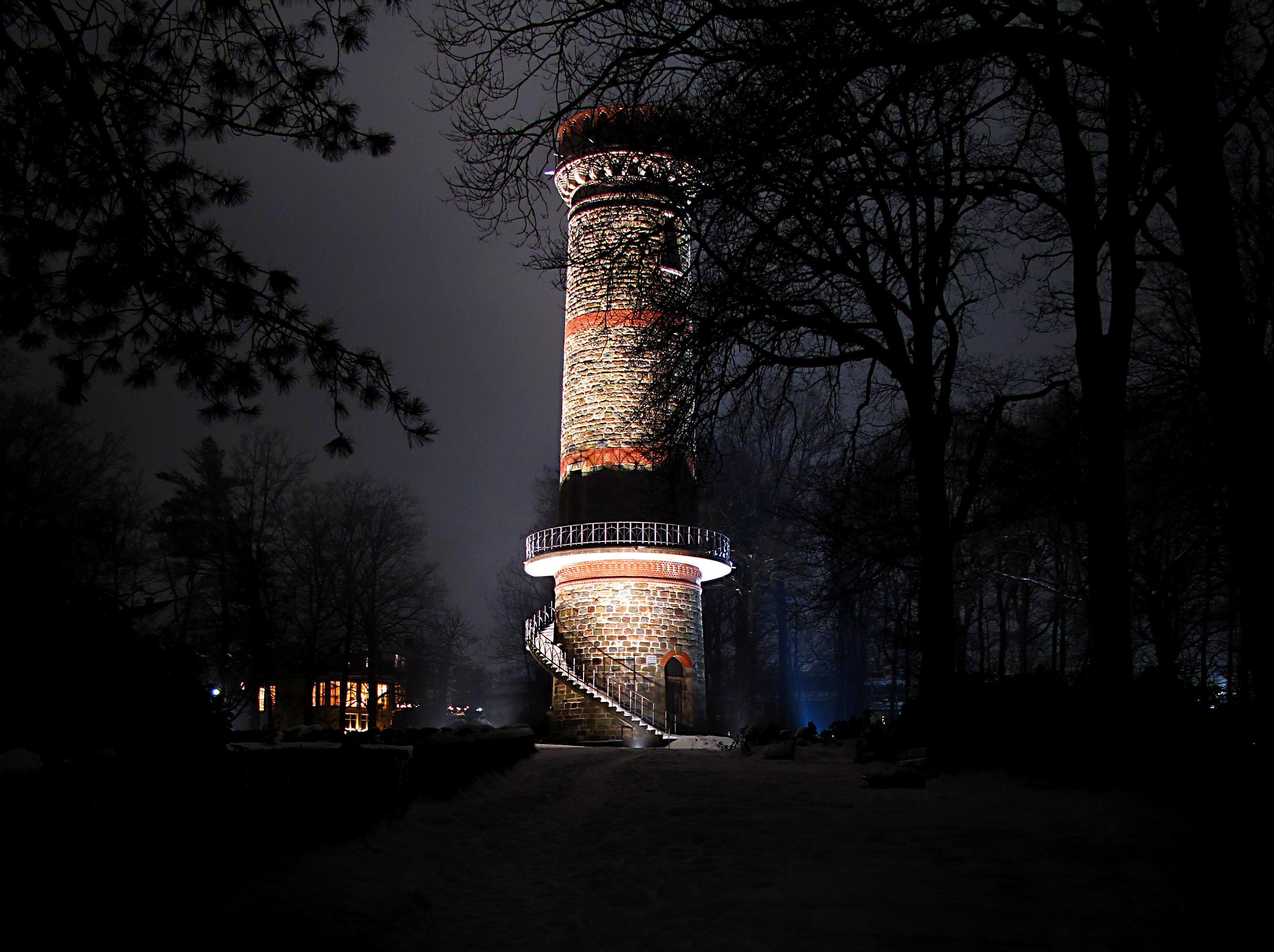
Toelleturm bei Nacht, 2011

Der Toelleturm wurde von den Kindern des Unterbarmer Textilfabrikanten Ludwig-Ernst Toelle († 1886) gestiftet, der hier gerne spazieren ging. Baubeginn war 1887, die feierliche Eröffnung fand am 29. April 1888 statt. Während des Zweiten Weltkrieges diente der Aussichtsturm als Beobachtungspunkt der Luftraumüberwachung und war mit einer Flugabwehrkanone bestückt. In der Nacht auf den 30. Mai 1943 wurden bei dem schweren Luftangriff auf Barmen durch das britische RAF Bomber Command der Abwurf von Zielmarkierungskaskaden (sogenannten „Christbäumen“) und von Brandbomben gemeldet.
1949 bestand Einsturzgefahr für den Turm, der nun für Besucher gesperrt war. Durch Spenden sowie den Verkauf von Bausteinen mit Toelleturmmotiven und Rundblickkarten kamen ausreichende Mittel zusammen, die eine umfangreiche Reparatur ermöglichten. Die Wiedereröffnung erfolgte am 3. September 1950. 1961–1962 wurde der Turm wegen Sicherheitsbedenken erneut geschlossen. Im März 1965 gab es in Ermangelung einer Finanzierung für die benötigte Renovierung Erwägungen, die sich mit seinem Abriss beschäftigten. Jedoch konnte der Turm 1970 durch den Barmer Verschönerungsverein für 50.000 DM vorerst standfest gemacht werden. De facto aber stellte der Turm eine unbegehbare Ruine dar, für deren Erhaltung 150.000 DM angesetzt wurden. 1977 musste ein Areal rund um den Turm abgesperrt werden, um Besucher vor möglichem Steinschlag zu schützen. Das Bauordnungsamt forderte einen Wiederaufbau oder den Abriss. Die Bevölkerung sprach sich für die Erhaltung ihres Wahrzeichens aus, wonach der Turm 1978 mit Hilfe von Sponsorengeldern renoviert und am 4. Juli 1978 wiedereröffnet konnte.
1988 zeigten sich erneut Risse an dem Gebäude. Beim Abklopfen der Fassade waren Putz und Steine abgebröckelt, wonach der Turm erneut schließen musste. Es zeigte sich, dass die letzte Generalüberholung nicht alle Probleme behoben hatte, zudem waren die Arbeiten teilweise nicht fachgerecht ausgeführt worden. Die Bergische Universität erhielt den Auftrag für eine Bestandsaufnahme sowie die Anfertigung neuer Bauzeichnungen. Ihr Gutachten vom Januar 1989 veranschlagte Kosten von rund 600.000 DM für eine Sanierung, 400.000 DM für einen Abriss und 1.500.000 DM für einen Neubau. Der Barmer Verschönerungsverein sammelte bis 1989 durch einen Zulauf von etwa 1000 neuen Mitgliedern und mit vielen Einzelaktionen fast eine Million DM, die es ihm ermöglichten, die umfangreichen Renovierungsarbeiten zu finanzieren und den Turm am 11. August 1990 wieder zu eröffnen.

### Generalüberholung von 1990

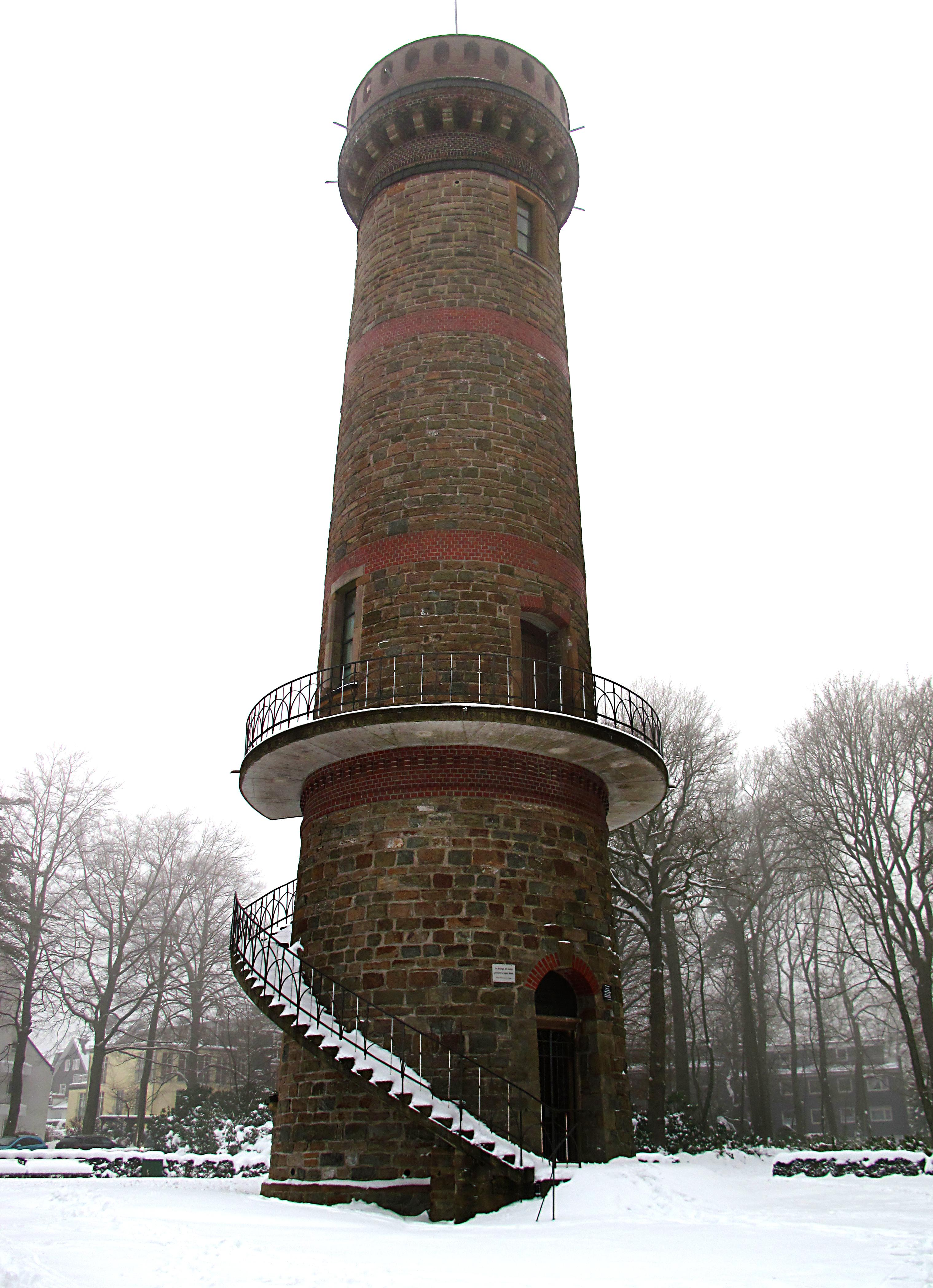
Toelleturm im Winter 2010

Bedingt durch die zweischalige Bauweise konnte Wasser in das Mauerwerk eindringen, dessen Ausdehnung bei Frost das Mauerwerk lockerte und nach außen drückte. Kosmetische Arbeiten durch abermaliges Verfugen hätten die Grundursache nicht beseitigt, zumal die Plattform nicht vollständig dicht war. Die Analyse wurde erst durch Kernbohrungen möglich und das innere Mauerwerk sicht- und prüfbar. Nach Expertenmeinung war die innere Schale mit einer Dicke von 30 bis 60 cm intakt und tragfähig, jedoch musste die schadhafte Außenhaut vollständig saniert werden. Sie wurde abschnittsweise unter Zuhilfenahme von Wasserdruck abgetragen und auf sie eine Spritzbetonschicht als Feuchtigkeitssperre aufgebracht. Anschließend erhielt der Turm eine Umhüllung und Stütze aus Stahlbetonrohr. Ein guter Teil der abgerissenen Beyenburger Grauwacke wurde als äußere Verblendung wiederverwendet und mit neuen Steinen ergänzt. Diese Vormauerschale erhielt eine 24 cm dicke Hinterlüftung. Die Sanierung umfasste außerdem die Freilegung des inneren Mauerwerks, die Entfernung des Dachausstieges, die Rekonstruktion der Aussichtsplattform, eine Erneuerung der Außentreppe und des Umlaufes, Überarbeitung aller Eisenteile, Anschlüsse für Strom und Wasser sowie Gartenarbeiten um den Turm herum. Nach der Fertigstellung hatte der Turm die gleichen Außenabmessungen wie der ursprüngliche Bau.

### Historische Verkehrsanbindung
Am Toelleturm lag die Endstation der am 16. April 1894 als erste zweigleisige elektrische Zahnradbahn in Deutschland eröffneten Barmer Bergbahn. Die Bahn wurde  am 4. Juli 1959 trotz heftigen Widerstandes aus der Bevölkerung stillgelegt und abgebaut. Bereits am 10. Januar 1894, wenige Wochen vor ihrer Eröffnung, wurde die Anbindung des Toelleturm an die Haltestelle Ronsdorf-Ascheweg der Ronsdorf-Müngstener Eisenbahn der Öffentlichkeit übergeben. Die über Ronsdorf Stadtbahnhof und Gerstau bis Müngsten führende meterspurige Kleinbahn wurde bis zum Juni 1897 elektrifiziert und diente neben dem nur abschnittsweise bedeutenden Personenverkehr in erster Linie dem Güterverkehr zu den metallverarbeitenden Betrieben im Morsbachtal. Später wurde die Bahn zunächst in eine Straßenbahn umgewandelt, jedoch ab 1938 abschnittsweise stillgelegt und abgebaut. Am 5. Juli 1959 endete auch der Personenverkehr vom Toelleturm nach Ronsdorf.